# 다쓰하라 모토오
다쓰하라 모토오(일본어: 立原 元夫, 1913년 1월 14일 ~ ?)는 일본의 전 축구 선수이다.

## 국가대표팀 경력
그는 1934년 극동 선수권 대회에 참가할 일본 국가대표팀에 발탁되었으며, 5월 13일 네덜란드령 동인도와의 경기에서 데뷔했다. 1936년 하계 올림픽에도 출전했다. 그는 1936년까지 국제 A매치 통산 4경기에 출전했다.

## 통계
| 일본 | 일본 | 일본 |
| 연도 | 출전 | 득점 |
| ---- | ---- | ---- |
| 1934 | 2    | 0    |
| 1935 | 0    | 0    |
| 1936 | 2    | 0    |
| 통산 | 4    | 0    |